# Коми-пермяцкий язык
Ко́ми-пермя́цкий язы́к (коми-перм. коми-пермяцкӧй кыв, коми перым коми кыв) — язык коми-пермяков, принадлежит к пермской группе финно-угорской ветви уральской семьи языков. Распространён в Коми-Пермяцком округе Пермского края.
Имеет 4 наречия: южное (включает кудымкарско-иньвенский, нижнеиньвенский, оньковский, нердвинский диалекты), северное (кочевский, косинско-камский, мысовский, верхлупьинский диалекты), верхнекамское и коми-язьвинское.
На коми-пермяцком языке выходит газета «Кама кытшын».

## Генеалогические и ареальные сведения

### Место пермских языков в уральской семье
Невозможно точно определить, в какое время и в каком порядке языки-предки групп (прамордовский, прамарийский и др.) отделились от прауральского языка. Даниэл Абондоло в главе «Introduction» в книге «The Uralic Languages» излагает одну из современных гипотез. Он предполагает, что прапермский язык отделился от финно-угорского единства в последнюю очередь, завершив тем самым разделение финно-пермских и угорских языков, поэтому пермские языки наиболее близки к угорской группе. Наличие заимствований, схожие суффиксы инфинитива (перм. ny и венг. ni) и наименования десятков (коми -ymyn и венг. -vän) свидетельствуют о ранних контактах прапермского и древневенгерского языков. По данным некоторых ученых (напр. Décsy 1965: 154, 169, 172, 183), прапермский язык стал самостоятельным почти в то же время, что и венгерский. В терминологии Д. Абондоло пермские и угорские языки вместе составляют центральную ветвь уральской семьи, в то время как самодийская группа является восточной ветвью, в состав западной ветви входят марийские, мордовские и финно-саамские языки (в отечественной терминологии прибалтийско-финские и саамские).

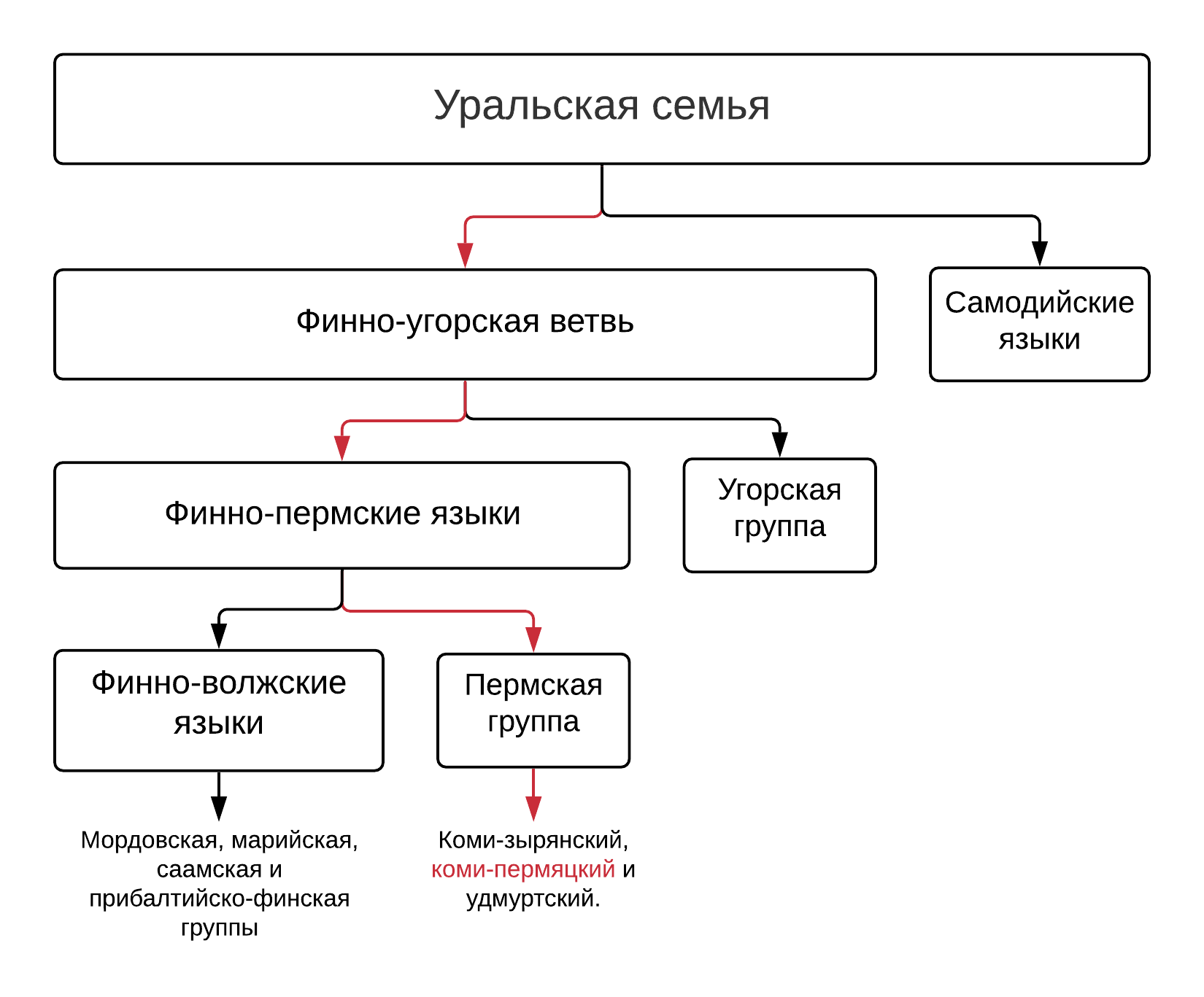
Схема показывает, в каком порядке языки-предки групп отделялись от прауральского единства. Красным цветом отмечен «путь» к коми-пермяцкому языку, чтобы наглядно показать его место в уральской семье.

### Ближайшие родственники
Рассмотрим идиомы, родственные литературному коми-пермяцкому, в порядке от самого дальнего, удмуртского языка, к самому ближнему, коми-язьвинскому диалекту.

#### Удмуртский
Коми-пермяцкий вместе с коми-зырянским и удмуртским составляет пермскую группу. В связи с тем, что первые письменные памятники этих языков появились лишь в XIV—XVIII веках, их развитие можно проследить по археологическим источникам и письменным памятникам соседних государств.
Удмуртский язык начал отделяться от коми-языка между II в. до н. э. и III в. н. э. С X по XIII вв. пермские языки, в особенности удмуртский, подвергались сильному влиянию булгарского. Высока вероятность, в это время в удмуртском закрепились некоторые уникальные морфологические черты, например:
1. У сущ., в отличие от коми, сохраняется конечный гласный -ы- (-и-): «собака» удм. пуны, коми пон, «соха» удм. геры, коми гöр и т. д.
2. Собственные притяжательные суффиксы PL -мы, -ды и -зы, сравнительно с коми — -ным, -ныт (-ныд) и -ныс.
3. Собственные суффиксы компаратива для прилагательных -гем и -гыс, сравнительно с коми — -жык (-джык).
4. Также в удмуртском, в отличие от коми-языков, не сложился комитативный падеж.

Эти особенности, а также большие различия в лексике затрудняют взаимопонимание между носителям коми-языка и удмуртского, что позволяет считать языки независимыми друг от друга. Однако возможно составить общие для них короткие предложения и даже шуточное стихотворение:
| Оригинал                                                                        | Перевод                                                                                  |
| ------------------------------------------------------------------------------- | ---------------------------------------------------------------------------------------- |
| Сьöд сизь, ветлы нюрын!.. Бадьпу вылын юсь, Пипу йылын тури… Ты матын — эн усь! | Чёрный дятел, ходи в болоте!.. На иве лебедь, На осине журавль… Близко озеро — не упади! |

#### Коми-зырянский. Язык или диалект?
По мнению В. И. Лыткина, примерно в середине первого тысячелетия н. э. коми-язык разделился на два диалекта, верхнекамский и нижнекамский. Большу́ю роль в разделении коми-языка сыграл социально-политический фактор: примерно с XII века земли коми находились в зависимости от Новгорода и были разделены на два княжества, Пермь Великую и Пермь Вычегодскую. Миссионер Стефан создавал письменность и литературную норму для народа коми в XIV веке, когда диалекты были достаточно схожи, поэтому алфавит и норма у них были общие.
Примерно в XV веке, по утверждению сторонников идеи двух коми языков, коми-пермяцкий и коми-зырянский языки стали самостоятельными по своим структурным свойствам. Основные аргументы в пользу этой точки зрения:
1. Фонетика и фонология: один набор гласных фонем, но разное восприятие ударения. В зырянском ударение обычно падает на первый слог синтагмы, в то время как в пермяцком оно морфологизировано: например[11], глагол «пы́ран» означает «ты входишь», в то время как «пыра́н» — это уже существительное, которое переводится как «вход». С помощью сдвига ударения можно изменить не только часть речи, но и оттенок значения слова: например, в пермяцком языке есть пара слов сё́йыштi «поел» и сёйы́штi «доел», в то время как в зырянском это невозможно. Интересный факт — морфологизированное ударение не встречается в других финно-угорских языках.
2. Морфология: в языках различаются местоимения 3.SG: кп. сiя и кз. сiйö.
3. Лексикология: два языка по-разному воспроизводят некоторые русские заимствования. Например, слово «совет» переходит в пермяцкий в неизменном виде, а в зырянском -о- заменяется на -ö-.

Между литературными нормами двух языков существуют и другие различия.
Однако в западной уралистике коми-зырянский и коми-пермяцкий определяются как диалекты единого языка. Так, например, автор главы о коми-языке в книге «The Uralic Languages» под ред. Д. Абондоло пишет о едином языке с нейтральным названием «коми». Того же мнения придерживается автор статьи о коми языках в книге «Handbuch der Orientalistik» под ред. Д. Синора, с одним отличием — общий язык был назван зырянским.
Пермский лингвист Ӧньӧ Лав, выдвинул компромиссную идею плюрицентричности в коми языке. Единство национального языка у коми так же очевидно, как и наличие двух региональных языковых стандартов: в Пермском крае (коми-пермяцкий язык) и в Республике Коми (коми-зырянский язык). Он отмечает и типичность подобной лингвистической ситуации:

«Не только язык коми оказался в подобной ситуации. По два языковых стандарта имеют румынский, албанский, корейский, малайский, каталанский, сорбский и др. языки. Появление областных (либо государственных) вариантов литературного языка во всех этих случаях оказалось неизбежным вследствие административно-территориального разрыва этнического континуума, и проблема поддержания этнолингвистического единства является там предметом постоянного обсуждения».— Öньö Лав. Ещё раз к вопросу о едином коми языке // Арт. — 2010. — № 2. — С. 22—35.
Тем не менее, официально коми-пермяцкий язык считается отдельным от коми-зырянского. В то же время признается, что у двух языков много схожих грамматических черт и достаточно большой общий словарь. Ниже — пример текста, понятного носителям обоих языков:
| ВÖРЫН. | В ЛЕСУ. |
| --- | --- |
| Мамö менö ыстiс вöрö тшакла. Локтi ме вöрöдз, öктi тшаксö да мöдi гортö мунны. Вдруг (кз. друг) пемдiс, пондiс гымавны и зэрмис. Ме повзи да пукси нитш вылö. Дыр да ёна зэрис. Ме пукалi сэтчöдз, кытчöдз эз дугды зэрны. Паськöм ме вылын вöли люзьва. Ме чеччи, босьтi тшакöс да котöртi гортö. Тшаксö гортын жаритiм. | Меня мама послала в лес за грибами. Пришёл я в лес, насобирал грибов и отправился домой… Вдруг потемнело, стал греметь гром и пошёл дождь. Я испугался и сел на мох. Долго и сильно дождило. Я сидел до тех пор, пока не перестал лить дождь. Одежда на мне была мокрая до нитки. Я встал, взял грибы и побежал домой. Грибы дома изжарили. |

#### Коми-язьвинское наречие
Наречие коми-язьвинцев, или красновишерских пермяков, в отечественной уралистике считается диалектом коми-пермяцкого языка. Оно заметно отличается от литературной пермяцкой нормы. Прежде всего, имеют место фонологические отличия: в язьвинском варианте есть несколько уникальных гласных фонем, это сильно влияет на взаимопонимание между носителями «язьвинки» и литературного варианта. Ударение регулируется не морфемным составом слова, а историческим качеством гласного звука. Кроме того, в язьвинском наречии другой набор падежей: их на 10 меньше, чем падежей (в широком смысле) в коми-пермяцком. Некоторые формообразующие суффиксы развили другие гласные, чем в литературной норме.

### Ареальная информация

Верх-лупьинский
Мысовский (бывший с/с)
Косинской-камский
Кочёвский
Зюздинский (Афанасьевский)
Язьвинский
Кудымкарско-иньвенский
Нижнеиньвенский
Оньковский
Нердвинский

Диалекты коми-пермяцкого языка главным образом распространены на северо-западе Пермского края. Голубым цветом отмечен афанасьевский диалект, его ареал расположен на востоке Кировской области. Отдельно от остальных также находится коми-язьвинский диалект, он распространен на западе Красновишерского района.
Северные диалекты — верх-лупьинский, мысовский, косинско-камский и кочёвский — располагаются на территории Гайнского, Косинского и Кочёвского районов. Южные диалекты (нижнеиньвенский, кудымкарско-иньвенский, оньковский и нердвинский) покрывают территории Кудымкарского и Юсьвинского районов.
Помимо Пермского края и Кировской области небольшое количество носителей, по данным Ethnologue, проживает в Казахстане. В основном за пределами этих микроареалов коми-пермяцкий язык не встречается.

## Социолингвистические сведения
Коми-пермяцкий язык в основном служит языком внутринационального общения на территории Коми-Пермяцкого округа. Носители языка, как правило, говорят и по-русски, а родной язык используется ими для повседневного общения. Литературный язык базируется на кудымкарско-инвеньском диалекте южного наречия. На коми-пермяцком языке ведутся радиопередачи, печатаются газеты и книги. На него переведено множество классических литературных произведений, например поэзия А. С. Пушкина, идут спектакли, его преподают в школах с 1 по 8 класс. Единого регулятора, работающего над литературным вариантом коми-пермяцкого, нет. В формировании нормы активно участвуют несколько организаций: этнолаборатория в Коми-Пермяцком институте повышения квалификации работников образования, коми-пермяцкое отделение на филфаке в ПГПУ, отдел развития национальных культур в этноцентре[где?], отдел этнокультурного развития в Министерстве по делам Коми-Пермяцкого округа, редакция газеты «Кама кытшын», общество радетелей коми-пермяцкого языка «Югӧр». Язык используется всеми взрослыми и лишь некоторыми представителями молодого поколения.

## Типологические сведения

### Тип выражения грамматических значений
Коми-пермяцкий, как и многие другие финно-угорские языки, является синтетическим. Для существительных предусмотрено 18 падежей, а также показатель принадлежности-указательности с незначительным алломорфическим варьированием. Финитные формы глагола имеют 14 флексий лица-числа-времени, большинство глаголов может сочетаться со многими деривационными суффиксами: например, каузатива, множественности действия, однократности действия и др. Предлогов в языке нет (есть только послелоги, очень близкие к суффиксам падежа). Сегменты, выражающие грамматические значения падежа и посессивности, также принято считать морфемами. Богатую парадигму склонения имеют количественные числительные, личные и усилительно-личные местоимения.

### Характер границы между морфемами
Формальная фузия в коми-пермяцком языке представлена крайне слабо либо не представлена вообще. В основном суффиксы и корни не сливаются в единые сегменты и остаются легко различимыми.
Семантическая фузия в целом не свойственна коми-пермяцкому языку. Так, в именном словоизменении все грамматические значения — число, падеж и притяжательность-указательность — выражаются отдельными суффиксами:
| Зонн          | -эс | -на  | -с   |
| сын           | PL  | INST | POSS |
| Его сыновьями |     |      |      |

Однако можно найти и примеры кумуляции. Так, в глагольном словоизменении при отрицании употребляется проклитика, которая в PRES 1SG выглядит как ог и кумулирует в себе значения времени, лица и числа. Ниже приведены все формы отрицательной частицы в сочетании с глаголом вöвны «быть»:
|          | Настоящее + будущее время | Прошедшее время   |
| -------- | ------------------------- | ----------------- |
| 1-е лицо | ог вöв ог(ö) вöлö         | эг вöв эг(ö) вöлö |
| 2-е лицо | он вöв од(ö) вöлö         | эн вöв эд(ö) вöлö |
| 3-е лицо | оз вöв оз(ö) вöлö         | эз вöв эз(ö) вöлö |

Также все окончания глагола кумулируют в себе значения лица, числа и времени, как в русском языке.
В именном словоизменении есть единственный набор значений, который выражается кумулятивно. Это значения ACC и POSS1SG (принадлежность первому лицу в единственном числе, то есть «мой»), которые вместе передаются общим показателем -öс-.
В целом коми-пермяцкий язык можно отнести к агглютинативным со случаями семантической фузии, особенно частыми в глагольном словоизменении.

### Локус маркирования

#### в посессивной группе
Посессивная группа — это словосочетание, где зависимое слово означает обладающего, а главное — то, чем он обладает.
В посессивной группе в языке встречается вершинное маркирование. Например, так выглядит на коми-пермяцком словосочетание «имя города»:
| Кар   | ним | -ыс   |
| Город | имя | POSS3 |

Родительный и притяжательный падежи коми-пермяцкого также могут выражать принадлежность. Однако для посессивной группы этого не достаточно — главное слово все равно присоединяет показатель -ыс-:
| Ваня      | -лöн | ай   | -ыс   |
| Ваня      | GEN  | отец | POSS3 |
| Отец Вани |      |      |       |

| Зубов      | -лöн | зон | -ыс   |
| Зубов      | GEN  | сын | POSS3 |
| Сын Зубова |      |     |       |

| Босьтi            | Ваня | -лiсь | книга | -с    | -ö  |
| Взял              | Ваня | POSS  | книга | POSS3 | ACC |
| Взял Ванину книгу |      |       |       |       |     |

Иногда встречается зависимостное маркирование (возможно, заимствование из русского языка):
| Миян     | лун  |
| Мы.GEN   | день |
| Наш день |      |

Таким образом, значение принадлежности могут нести либо оба слова в группе, либо только главное, маркирование может быть двойным или вершинным.

#### при предикации
Аргументная структура предиката выражается падежами при его аргументах (см. примеры для посессивного и родительного падежей в разделе выше), однако при предикате есть суффикс, который выражает лицо и число агенса или любого одиночного аргумента. Значит, маркирование при предикации в коми-пермяцком языке является двойным.

### Тип ролевой кодировки
Возьмем четыре предложения:
- Мальчик идет (агенс при одноместном предикате):

| Зон     | -0  | локт | -ö      |
| Мальчик | NOM | идти | PRS.3SG |

- Растет густая трава (пациенс при одноместном предикате):

| Быдм  | -ö      | тшог   | турун | -0  |
| Расти | PRS.3SG | густой | трава | NOM |

- Люди вырастят детей (агенс и пациенс при двухместном предикате):

| Йӧз   | -0  | быдт    | -асö    | пиян | -öс    |
| Народ | NOM | растить | FUT.3PL | дети | ACC.SG |

- Ученики поняли коми-язык (экспериенцер и стимул при двухместном предикате):

| Велӧдчысс | ез | -0  | коми | кыв  | -с    | -ö  | тöд   | -ӧмась   |
| Ученик    | PL | NOM | коми | язык | POSS3 | ACC | знать | 3PL.INEV |

В первом и третьем предложении агенс не маркирован, во втором и четвёртом пациенс и экспериенцер также не маркированы. Пациенс и стимул в третьем и четвёртом предложениях маркированы. Такая расстановка падежей свойственна аккузативному типу ролевой кодировки.

### Базовый порядок слов
Для литературного коми-пермяцкого языка характерен базовый порядок «подлежащие-сказуемое-второстепенные члены предложения», но в целом слова располагаются свободно.
В качестве подтверждения можно привести мнение Тимоти Ризе, автора раздела «Коми-язык» в книге «The Uralic Languages»: он называет порядок S (Subject) P (Predicate) (= V в отечественной терминологии) O (Object) A (Adverbial, по сути обстоятельства) основным для коми-языков.

## Особенности языка

### Фонетика и фонология
В литературном коми-пермяцком 33 исконные фонемы: 26 согласных и 7 гласных. Фонемы /l/ и /w/ в некоторых случаях чередуются (ов «живи», ола «живу»; овны «жить», олӧны «живут»), из-за чего встречаются утверждения о том, что данные звуки представляют собой аллофоны единой фонемы.
Ударение силовое, может падать только на основу, ударный звук качественно и количественно меняется очень мало (как по долготе, так и по силе).
|         | Передние | Средние | Задние |
| ------- | -------- | ------- | ------ |
| Верхние | [i]      | [ɨ]     | [u]    |
| Средние | [e]      | [ɘ]     | [o]    |
| Нижние  |          | [a]     |        |

|               | Губные   | Зубные  | Альвеолярные | Палатальные | Заднеязычные |
| ------------- | -------- | ------- | ------------ | ----------- | ------------ |
| Носовые       | [m]      | [n]     |              | [ɲ]         |              |
| Взрывные      | [p] [b]  | [t] [d] |              | [c] [ɟ]     | [k] [ɡ]      |
| Аффрикаты     |          | [t͡s]¹   | [t͡ʃ] [d͡ʒ]    | [t͡ɕ] [d͡ʑ]   |              |
| Фрикативы     | [f]¹ [v] | [s] [z] | [ʃ] [ʒ]      | [ɕ] [ʑ]     | [x]¹         |
| Дрожащие      |          |         | [r] [rʲ]¹    |             |              |
| Аппроксиманты |          |         |              | [j]         |              |
| Боковые       |          | [l]     |              | [ʎ]         |              |

¹ В заимствованиях из русского языка встречаются дополнительно /x/, /f/, /t͡s/, /rʲ/ и некоторые другие.
Распределение гласных и согласных равномерно (около 41 % гласных и 59 % согласных); при этом в продуктивных суффиксах очень редки звуки о, у, э. Стечения согласных и зияние также редки. Зияние встречается почти исключительно на стыке слов или морфем, но зачастую нейтрализуется добавлением согласных «для благозвучия». Безударные гласные не меняют качество (в отличие от русского). Имеется прогрессивная и регрессивная ассимиляция:
- прогрессивная[22]:
  - мягкий согласный уподобляет себе следующий за ним /j/ (доддя «с санями» из додь + йа);
- регрессивная[16]:
  - все глухие звуки озвончаются, если за ними идут звонкие (мӧс бӧж «коровий хвост» произносится «мӧз бӧж»);
  - альвеоляризация (если после /s/, /z/ идёт /ʃ/, /ʒ/, /t͡ɕ/, /d͡ʑ/ то они превращаются в /ʃ/, /ʒ/: лӧз тшын «синий дым» произносится «лӧж тшын»;
  - палатализация (твёрдый согласный смягчается под влиянием последующего мягкого: гортсянь → /gort’s’an'/).

Ударение разноместное, в части южных говоров (как и в язьвинском) — качественно-вокальное.

### Морфология

#### Знаменательные части речи
Развитая система именного словоизменения — одна из основных особенностей коми-пермяцкого языка. Для имени существительного предусмотрены 17 падежных суффиксов (либо 25, если считать очень близкие к ним послелоги), 6 суффиксов принадлежности-указательности и 2 числовых суффикса. У средней именной лексемы есть 204 словоформы! Имена прилагательные тоже могут получать падежные и числовые суффиксы, но только если идут в постпозиции:
| Ыджытт           | -э  | -с   | -лісь   | юав          |
| Большой          | NOM | идти | PRS.3SG | спросить.IMP |
| Спроси у больших |     |      |         |              |

В древне-пермском языке также был звательный падеж, который сейчас уже не используется .
С самых древних времен, задолго до захвата Новгородом, народ коми взаимодействовал с восточно-славянскими племенами. Возможно, именно из древнерусского языка пришла следующая особенность: у неодушевленных имен существительных винительный падеж совпадает с именительным.
Интересно, что в древне-пермском языке такого явления нет:
| Тырт              | -iс      | быдöс | керку | -öс    |
| Наполнить         | PST.3.SG | весь  | дом   | ACC.SG |
| Наполнил весь дом |          |       |       |        |

Склонение имен различается только в этом падеже. В остальном все существительные склоняются одинаково — в коми-пермяцком нет согласовательных классов.
И. В. Лыткин считает, что суффикс множественного числа -эз/-ез — это пермский суффикс, который произошёл от существительного со значением «народ»; как аргумент приводится современное коми слово «йос» — «народ».
Помимо категории падежа и числа у имени существительного есть необязательный показатель принадлежности-определённости, который выражает лицо и число посессора. Показатель 3 SG может также выступать в роли артикля.
У имени прилагательного есть категории числа и падежа, которые далеко не всегда имеют формальное выражение (подробнее см. Синтаксис). Так же работает выражение падежа у порядковых числительных.
У глаголов во всех окончаниях наблюдается кумуляция значений числа, лица и времени. Основой глагола служит его форма повелительного наклонения. Необычно выражается отрицание действия: вместо самого глагола лицо, число и время выражает отрицательная препозитивная частица, а от глагола остается только основа:
| Оз                     | кер    |
| не.PRS/FUT.3.SG        | делать |
| Не делает / не сделает |        |

В коми-пермяцком изначально два времени, прошедшее и непрошеднее. В современном литературном варианте настоящее и будущее времена различаются только двумя формами, 3.SG и 3.PL. Пример парадигмы склонения глагола велӧтны «учить» (в каждой клетке словоформы идут в порядке 1-2-3 лица):
|           | Настоящее время                   | Будущее время                     | Прошедшее время                   |
| --------- | --------------------------------- | --------------------------------- | --------------------------------- |
| Ед. число | велӧт-а велӧт-ан велӧт-ö          | велӧт-а велӧт-ан велӧт-ас         | велӧт-i велӧт-iн велӧт-iс         |
| Мн. число | велӧт-ам(ö) велӧт-ат(ö) велӧт-öны | велӧт-ам(ö) велӧт-ат(ö) велӧт-асö | велӧт-iм(ö) велӧт-iт(ö) велӧт-iсö |

В прошедшем времени как в современном коми-пермяцком, так и в древне-пермском языках различается категория эвиденциальности: один набор окончаний означает, что говорящий сам видел действие, второй — что он либо только догадывается о действии, либо ему о нём сообщили, сравним:
| Сiя     | мун  | -iс         |
| Он      | идти | PST.3.SG.EV |
| Он ушёл |      |             |

| Сiя                                   | мун  | -öма          |
| Он                                    | идти | PST.3.SG.INEV |
| Говорят, он ушёл (либо Вижу, он ушёл) |      |               |

По сравнению с русским языком глагольное словообразование в коми-пермяцком более регулярно. Есть специальные суффиксы для каузатива, однократного и многократного действия, дистрибутивности (то есть действие было совершено с каждым объектом, как в рус. попереоткрывать все окна).
От глагола образуется два вида причастий, различаются они не по времени, а по виду: активное на -ись и результативное на -öм.

#### Служебные части речи
Предлогов в коми-пермяцком языке нет, вместо них есть послелоги. По мнению некоторых исследователей, послелоги в современном языке ничем не отличаются от падежей.
Союзы в дореволюционные времена в коми-пермяцком были малоупотребительны. Наравне с соединительными союзами и и да в языке был двойной суффикс -а, который употреблялся в основном с понятиями родства, напр. мам-а-ныл-а — мать и дочь. Основная часть подчинительных союзов пришла из русского языка.

### Синтаксис

#### Именная группа
Вершиной именной группы может быть существительное, личное местоимение, инфинитив, числительное или субстантивированное прилагательное. В роли зависимого слова может выступать:
- Прилагательное: добрый день бур лун.
- Местоимение (указательное, неопределенное и др.): эти книги энія книгаэз.
- Количественное числительное: четыре зайца нёль кöч.
- Причастие: вспаханная земля гöрöм му.

Определение обычно предшествует главному слову и не согласуется с ним. В группе с числительным главное слово всегда стоит в форме SG и изменяется только по падежу: без семи дней сизим лунтöг. В посессивной группе зависимое слово, означающее обладателя, всегда предшествует главному:
| Бадь                                                    | -лiсь | муртса | на  | пет       | -öм  | посньыдик | да | мелi   | корр | -эз |
| Ива                                                     | POSS  | едва   | ещё | появиться | PART | маленький | и  | нежный | лист | PL  |
| Маленькие и нежные едва раскрывшиеся листья ивы         |       |        |     |           |      |           |    |        |      |     |
| Букв. ивины едва раскрывшиеся маленькие и нежные листья |       |        |     |           |      |           |    |        |      |     |

Распространенные определения также обычно предшествуют главному слову:
| Руч                      | кодь | мудер | ныв     |
| Лиса                     | как  | умный | девочка |
| Умная, как лиса, девочка |      |       |         |
| Как лиса умная девочка   |      |       |         |

Однако в роли сказуемого прилагательное, как в русском языке, идет после существительного и согласуется с ним. Суффиксы будут такие же, как у имени, за исключением показателя PL -öсь.

#### Глагольная группа
В предложении глагольная группа чаще всего выполняет функцию предиката, или сказуемого, как и в русском языке. Различают три вида сказуемых: простое глагольное (личная форма глагола), сложное глагольное (два глагола, представляющих собой синтаксически несвободное сочетание, например модальный глагол и инфинитив «хотят побегать»).
Если подлежащее выражено словосочетанием, где главное слово — числительное или неопределенное местоимение, а зависимое — существительное, то глагол может принять как форму SG, так и форму PL. На выбор влияют одушевленность имени и значение глагола.
Сочетание одушевленного агенса и активного глагола даст PL:
| Кык                               | морт    | лок    | -тiсö    |
| Два                               | человек | прийти | PST.3.PL |
| Два человека пришли (либо пришло) |         |        |          |

Сочетание неодушевленного пациенса и пассивного глагола даст SG:
| Некымын                                | керку | сотч   | -ис      |
| Несколько                              | дом   | гореть | PST.3.SG |
| Несколько домов сгорело (либо сгорели) |       |        |          |

Интересно, что у составного именного сказуемого в настоящем времени обычно нулевая связка, как в русском (напр. день хороший, но *день есть хороший).
В коми-пермяцком представлены фокусное, а также двойное отрицание. Скорее всего, двойное отрицание в языке аутентичное, так как его механика заметно отличается от русской:
| Сы                                 | -лӧн | ныв  | ни | пи  | абу |
| Она                                | GEN  | дочь | не | сын | нет |
| У неё дочь, а не сын               |      |      |    |     |     |
| Букв. У неё дочь, не сын (его) нет |      |      |    |     |     |

Синтаксис коми-пермяцкого языка пока мало изучен. Для более крупных выводов требуется больше устного и письменного материала. Кроме того, не всегда легко выявить исконные синтаксические особенности из-за большого влияния русского языка.

### Лексикология

#### Финно-угорский пласт
От пра-финно-угорского языка коми-пермяцкому достались слова, которые можно разделить на несколько смысловых и морфологических групп. Для сравнения в этом разделе будут приведены те же слова из финского, венгерского, и др.
1. Личные местоимения 1 и 2 лица (локуторы): «я» ме (удм. мон, фин. minä), «ты» тэ (удм. тон, эрз. тон, фин. sinä, венг. te), «мы» ми / мийö (удм. ми, фин. me, венг. mi), «вы» тi / тiйö (удм. тӥ, фин. te, венг. ti).
2. Числительные: «один» öтiк (удм. одӥг, фин. yksi), «два» кык (фин. какси), «три» куим (фин. kolme), «четыре» нёль (фин. neljä, эрзя. ниле), «пять» вит (эрз. вете), «шесть» квать (эрз. кото) и др.
3. Части тела: «рука» ки (фин. käsi, венг. kéz, эрз. кедь), «глаз» син (фин. silmä, эрз. сельме, венг. szem), «кровь» вир (фин. veri, венг. vér) и др.
4. Окружающий мир и явления природы: «вода» ва (фин. vesi, венг. víz), «снег» лым (фин. lumi), «зима» тöв (мар. теле, венг. téli) и др.
5. Растения: «дерево» пу (вен. fa, фин. puu), «ель» кöз (фин. kuusi) и др.
6. Предметы материальной культуры: «стрела» ньöв (фин. nuoli, венг. nyíl) и др.
7. Некоторые глаголы: «идти» мунны (венг. menni, фин. mennä), «жить» овны (фин. olla), «умереть» кувны (фин. kuolla) и др.

#### Прапермский пласт
По подсчётам В. И. Лыткина, примерно 80 % лексикона коми-пермяцкого языка составляют слова, унаследованные из прапермского. В эту же категорию попадают как исконные финно-угорские лексемы, так и заимствования из соседних языков, например из булгарского. Общепермские слова можно разделить на категории по семантике:
1. Сельскохозяйственные культуры: «зерно» коми тусь удм. тысь, «стручок бобовых» кп. пуртöс кз. пуртöс удм. пуртэс, «соха» коми гöр удм. геры.
2. Животноводство: «молоко» коми йöв удм. йöл, «конь» коми вöв удм. вал, «свинья» коми порсь удм. парсь, «сено» коми турун удм. турым.
3. Прядение и ткачество: «мочить» (лён) кп. тыöтны кз. тыöдны удм. тыатыны, «узел» коми гöрöд удм. геред, «колодка», «форма для обуви» общ. каб.
4. Металлы и кузнечное дело: «железо» коми кöрт удм. корт, «ковать» коми дорны удм. дурыны, «серп» коми чарла удм. сюрло.
5. Слова, относящиеся к социальной структуре: «налог» коми вот удм. выт, «наёмный работник» кп. медалöм кз. меда удм. медо, многие слова не сохранились в кп.
6. Семья, родство и сватовство: «отец» коми ай удм. айы, «сын» кз. и удм. пи (в кп. значение сменилось на «ребенок»), «жених» кп. корасись кз. корась удм. курась.
7. Верования: «бог» коми ен удм. инмар, «молиться» кп. юрбитны кз. юбыртны удм. йыбыртыны.
8. Населённые пункты, дом и его части: «родной город» коми горт удм. гурт, «город» общ. кар, «изба» кп. керку кз. керка удм. корка, «крыша» кп. вевдöр кз. вевт удм. вöлдэт, «полка» коми джидж удм. джажы.
9. Предметы быта: «войлок» общ. гын, «мыло» кп. матег кз. майтöг удм. майтал, «лукошко» коми куд удм. куды, «угольки» коми öгыр удм. эгыр.
10. Строительные материалы: «дерево» общ. пу, «бревно» коми кер удм. кор, «глина» коми сёй удм. сюй, «рычаг» коми зор удм. зыр, «гнуть» коми кöстыны удм. куасаны.
11. Охота и рыболовство: «лисица» коми руч удм. дзичы, «гусь» кп. дзодзог кз. дзодзöг удм. дзазег, «журавль» общ. тури, «рыба» коми чери удм. чериг, «стрела» коми ньöв удм. ньöл, «сеть» общ. казь, «ловушка для птиц» коми пезин удм. пижны.
12. Пища: «хлеб» общ. нянь, «испечь» коми пöжавны удм. пыжыны, «тесто» коми ульнянь удм. ыльнянь, «суп» общ. шыд, «смородина» коми сэтöр удм. сутэр, «шишки и орехи» кп. голи кз. коль удм. кульы.
13. Средства передвижения: «верхом на лошади» коми верзьöмöн удм. вордземен, «привязь» кп. домöт кз. домöд удм. думет, «лодка» общ. пыж, «весло» коми пелыс удм. полыс.
14. Торговля: «цена» коми дон удм. дун, «знак» коми пас удм. пус, «купить» коми босьтны удм. басьтыны, «продать» коми вузавны удм. вузаны, «число, количество» общ. лыд.

Родственных слов во всех трёх языках намного больше, в списке приведены выборочные примеры.

#### Нерусские заимствования
Финно-угорские племена, когда ещё говорили на общем языке, контактировали с индо-иранцами. Именно от них в праязык, а через него — в коми-пермяцкий попали такие слова, как порсь «свинья», ма «мёд», сюр «рог», мош «пчела». Позднее, по-видимому, во времена прапермского единства из иранских языков пришли слова морт «человек» (ср. то же новоперс. mard санскр. martya; в самоназвание удмутров входит слово мурт, знач. то же), дас «десять», пурт «нож», нянь «хлеб», зон «сын», пода «скот» и мн. др.
Большое влияние на пермскую группу также оказали тюркские языки, особенно булгарский. В прапермский были заимствованы, например, слова кöч «заяц», тусь «зерно», чарла «серп» и кушман «редька».
Также в коми-пермяцкий попали единичные слова из другого финно-угорского языка — вепсского (например раб «барда, гуща из-под сусла»). В целом карельские и вепсские заимствования лучше сохранились в коми-зырянском, так как именно зыряне контактировали с этими народами.

#### Заимствования из русского языка
Значительное количество слов пришло из русского в коми-пермяцкий в древние времена (в основном после принятия народом коми христианства в 1472 г.), другая часть слов — в эпоху советской власти:
1. Науке известны такие слова, как ножнич «ножницы», погоддя «погода», удав «удалой», öбед «завтрак», гöсь «гость» и мн. др. Они пришли в коми-пермяцкий язык из древненовгородского диалекта (это хорошо заметно по их фонетическим особенностям, например, по упрощению группы -ст- в слове гöсь). Наблюдается несколько закономерности отображения восточнославянизмов в коми-пермяцком языке:
  1. «О открытое» превращалось в звук [ö]: пирöг «пирог», ягöд «ягоды», крöшки «крошка». Если заимствовалось прилагательное мужского рода, то оба окончания, -ый и -ой, передавались как -öй.
  2. В коми-пермяцком не было фонем /х/, /ф/ и /ц/. В древнерусских заимствованиях им находили замены: /х/ превращалось в /к/ (кöзяин «хозяин», китрöй «хитрый»), /ф/ заменяли на /п/ (памиллё «фамилия», партук «фартук»), а /ц/ — на /ч/ (молодеч «молодец», чена «цена»).
  3. Пример удав также демонстрирует замену /л/ перед паузой на /в/, которая свойственна и современному языку.

Так как в коми-языках в целом отсутствуют согласовательные классы, существительные могли заимствоваться в любых формах: например ягöд и крошки — это начальные формы NOM.SG несмотря на то, что в русском языке эти слова воспринимаются как GEN.PL и NOM.PL соответственно.
2. Для заимствований в советские времена уже не характерны такие изменения, как в древности. Слова с чужеродными фонемами заимствовались в исконной форме, а [о] в целом не заменялся на [ö], напр. социализм, комиссар, автобус и мн. др.

Интересный способ заимствовать слова — калькирование, копирование структуры иноязычного слова: напр вартан машина «молотилка», подавöдитоöм «скотоводство», кöдзан машина «сеялка» и др. Сюда же можно отнести некоторые подчинительные союзы, напр. сiдз кыдз «так как»; сымда мымда «столько…, сколько».

#### Коми-слова, заимствованные русским языком
Считается, что именно из древне-пермского языка в древнерусский пришли слова «туес» (от др-коми. *tŏjis «берёста»), «пельмень» (от коми пель «ухо» и нянь «хлеб»), «парма» (в пермских языках означает темнохвойный лес), «пыжик» (детеныш северного оленя возраста меньше 1 месяца), а также «чага» (березовый гриб). В местных русских диалектах слов из коми-языков больше: например, вместо «овца» говорят «баля», вместо «наст» — «чаром», лешего называют «куляш», а привидение — «орд» (от кз. «дух»).

### Графика
Всего в истории коми-пермяцкого языка было 4 письменности:
1. Анбур. Составлен миссионером Стефаном Пермским в 1372 году на основе кириллицы, родовых знаков народа коми — пасов — и, предположительно, глаголицы. Интересно, что в анбуре отражены особенности кириллицы того времени: отсутствует «и краткое» (тогда «и» с титлом ещё считалось не буквой, а числом), а также нет отдельных букв для йотированных гласных (тогда это были диграфы). Анбуром выполнены первые письменные памятники коми, которые датируются XIV веком.
2. Алфавит Молодцова. Разработан специально для распространения грамотности среди коми народа. Эта азбука очень точно отражает набор фонем коми-языков: она предоставляет для палатальных «мягких» согласных буквы, отдельные от твердых, а также дает буквы для всех аффрикат. Примечательно, что здесь нет букв для фонем, заимствованных из русского языка: /ф/, /х/ и /ц/.
3. Латинизированный алфавит. Возник на волне латинизации письменностей языков на всей территории СССР. По своей сути это та же молодцовская азбука, но переложенная на латиницу. Единственное нововведение — добавление символов для фонем, не «родных» коми-языкам[30].
4. Современный алфавит. После политических изменений в 30-е годы XX в. был возвращен кириллический алфавит, однако в его основу был положен новый принцип: теперь твердость-мягкость зубных согласных выражается с помощью последующего гласного, а не при выборе буквы для самого согласного. С тех пор выражение мягкости реализуется так же, как в русском языке. Вместе с этой особенностью русской кириллицы в алфавит также были добавлены йотированные гласные.

Первые письменные памятники языка коми, выполненные алфавитом анбур, датируются XIV веком. До 1917 на коми-пермяцком языке появилось несколько учебных книг, которые были изданы на разных диалектах с использованием кириллической графики. В 1918 создан алфавит на основе русской графики, с 1920 использовался так называемый молодцовский алфавит (система значительно изменённых графем русского языка), с начала 30‑х гг. в основе латинского алфавита, с конца 30‑х гг. — русская графика с введением дополнительных букв (і, ӧ). Предлагались и другие варианты (например, латинизированный алфавит Грена), но широкого распространения они не получили.

## История изучения

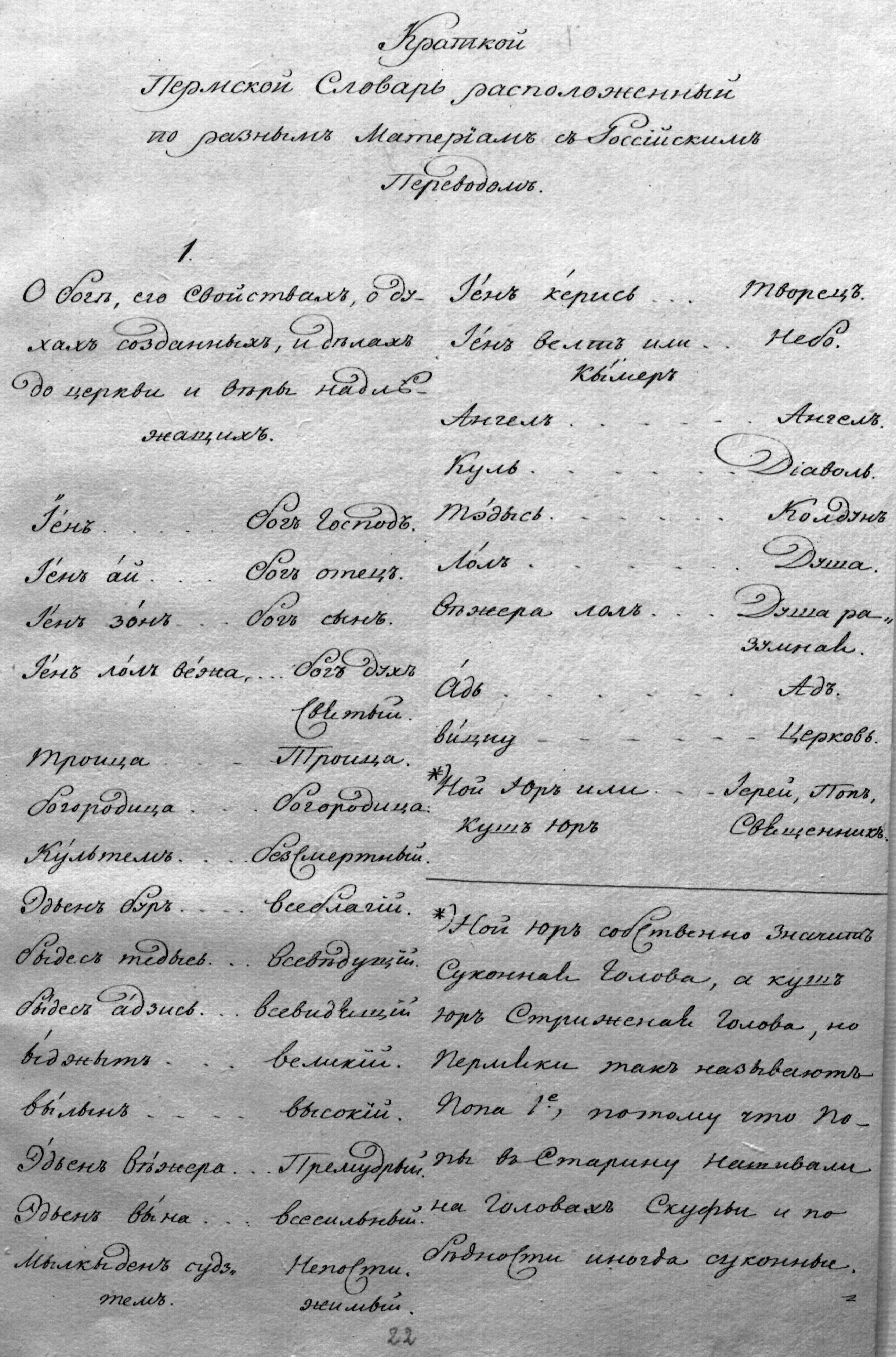
Один из первых коми-пермяцко-русских словарей, 1785 г.

Отдельные заметки по коми-языкам сохранились ещё с XVIII века. Первые крупные исследование коми-пермяцкого (иньвенского диалекта) были проведены служащим Н. А. Роговым: с 1851 по 1860 гг. он составлял грамматику языка, а с 1851 по 1869 гг. — собирал и описывал слова. Как отмечал сам Н. А. Рогов, основным источником для его работ была «живая речь народа, которую он старался изучать тщательно». Эти работы очень важны для науки, они дают подробную картину того, каким был коми-пермяцкий в XIX веке, и позволяют отследить развитие языка до наших дней.
В дореволюционное время «Опыт грамматики пермяцкого языка» и «Пермяцко-русские и русско-пермяцкие словари» были самыми крупными исследованиями коми-пермяцкого языка. Следующие масштабные работы принадлежат уже к советской эпохе. В 20-е и в начале 30-х годов прошлого века было написано множество учебников родного языка для пермяцких школ, среди основных авторов можно назвать В. И. Лыткина, А. Н. Зубова, Г. Нечаева. В 1940 году вышла «Грамматика коми-пермяцкого языка» И. И. Майшева, которая и сегодня считается одним из лучших пособий. В учебниках того времени особенно подробно были описаны фонетика, морфология и литературная норма коми-пермяцкого. В 40-е и 50-е годы были изданы новые учебные пособия, в основном авторства А. Т. Мошеговой и С. Ф. Грибанова.
В дальнейшем множество исследовательских работ было написано В. И. Лыткиным и А. С. Гантман по литературному варианту, а также Р. М. Баталовой в основном по диалектам. Досконально были изучены фонология, лексика и фразеологизмы коми-пермяцкого языка. Однако до сих пор есть несколько уровней языка, которые ещё предстоит изучить: это, прежде всего, синтаксис и дискурс.